# Arsenalna

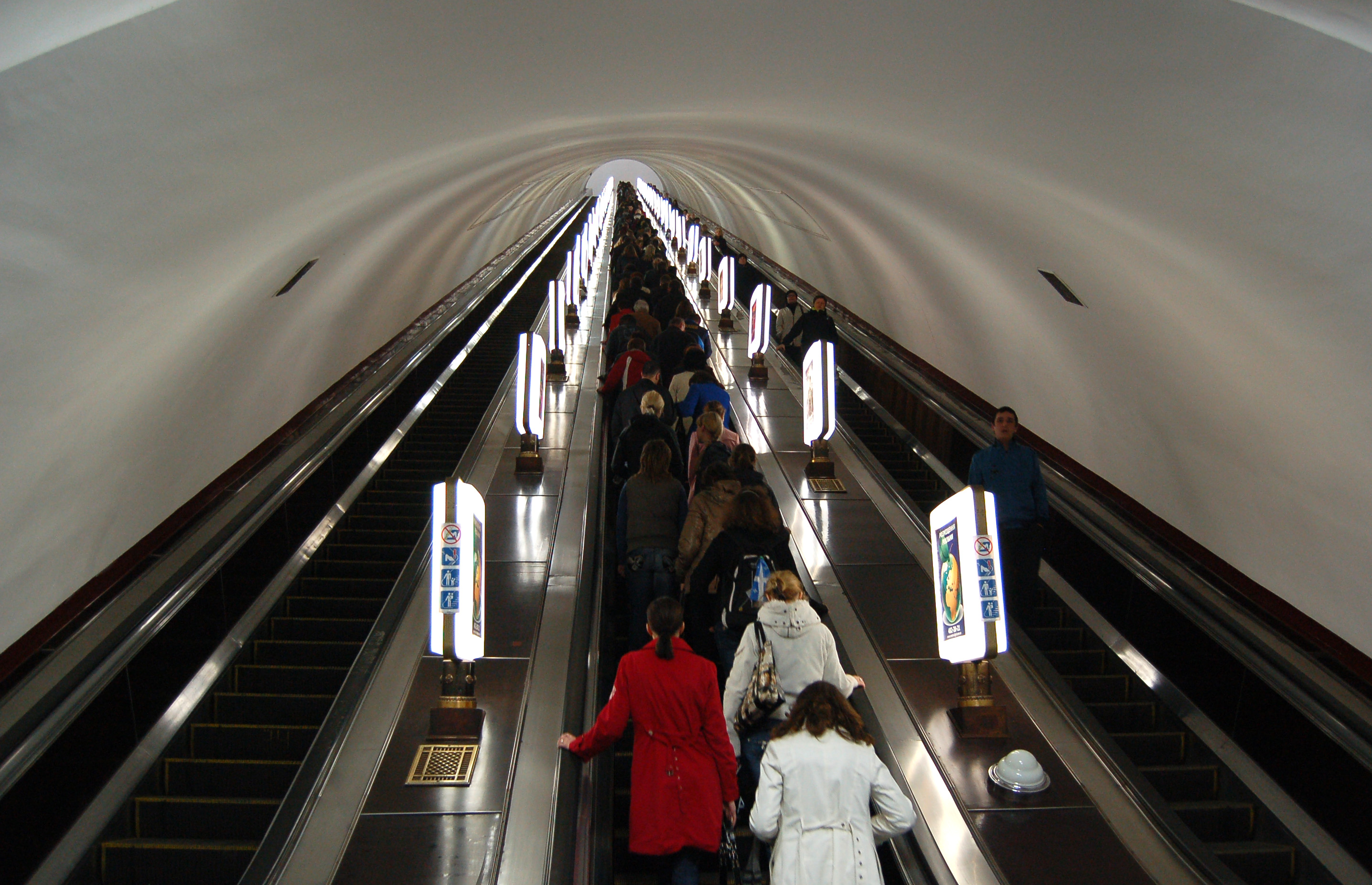
Ruchome schody na stacji Arsenalna są jednymi z najdłuższych.

Stacja Arsenalna (ukr. Арсенальнa) – jedna ze stacji kijowskiego metra. Położona jest na linii Swjatoszynśko-Browarśkiej i została oddana do użytku 6 listopada 1960 roku. 
Do 2022 roku była najgłębiej położoną stacją metra na świecie, 105 metrów poniżej poziomu terenu. Tak głębokie usytuowanie jest wymuszone przez wysoki brzeg (skarpę) Dniepru. 
Obecnie najgłębiej położoną stacją metra na świecie jest Hongyancun station, 116 metrów poniżej poziomu terenu, natomiast Arsenalna piastuje miano najgłębiej położonej stacji metra w Europie.